# Niemieckie Stowarzyszenie Ludowe w Polsce

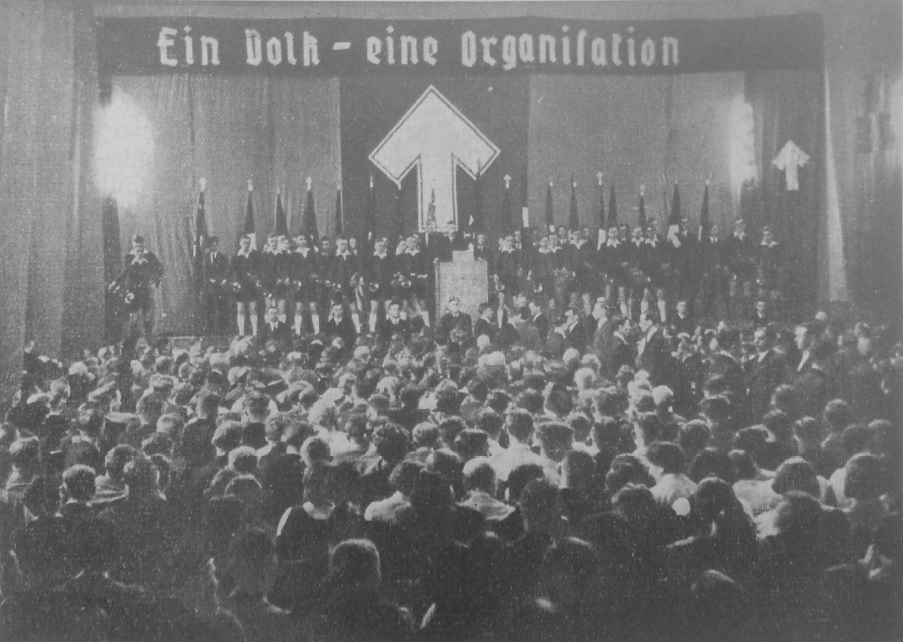
Wiec Niemieckiego Stowarzyszenia Ludowego w Polsce. Łódź, rok 1938

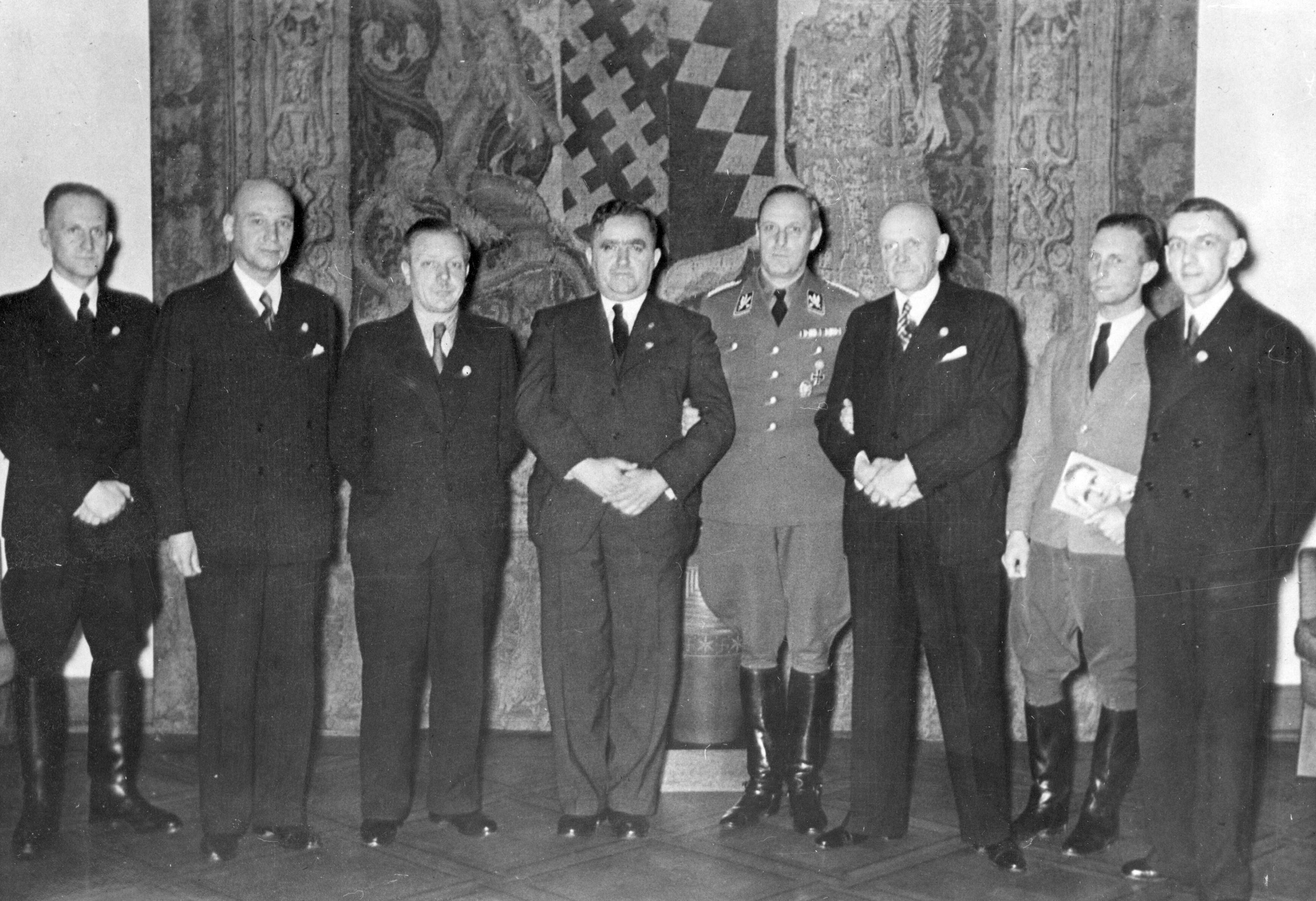
Grupa volksdeutschów z Polski po otrzymaniu z rąk Adolfa Hitlera złotych odznak NSDAP. Od lewej: Ludwig Wolff szef Deutscher Volksverband z Łodzi, Otto Ulitz z Katowic, gauleiter Josef Wagner z Wrocławia, burmistrz Rudolf Wiesner z Bielska-Białej, obergruppenführer Werner Lorenz, senator Erwin Hasbach z Ciechocinka, baron Gero von Gersdorff z Wielkopolski, Weiss z Jarocina

Niemieckie Stowarzyszenie Ludowe w Polsce (niem. Deutscher Volksverband in Polen, DVV) – stowarzyszenie utworzone w 1924 w byłym zaborze rosyjskim. Przywódcami Volksverbandu byli: do 1931 Josef Spickermann, a później Ludwig Wolff i w latach 1924–1938 August Utta.
Organizacja najbardziej aktywna była na terenie Łodzi, Pabianic oraz Tomaszowa Mazowieckiego.

## Historia
Stowarzyszenie zostało założone 1 czerwca 1924 roku w Łodzi, przez Augusta Uttę, Josefa Spickermanna, Juliana Willa i Eduarda von Behrensa. Zaliczana była do tzw. ruchu staroniemieckiego i była w opozycji do jawnie hitlerowskiej Partii Młodoniemieckiej w Polsce (Jungdeutsche Partei), ale podobnie jak tamta była finansowana przez Ministerstwo Finansów III Rzeszy. Organizacja stopniowo przejmowała ideologię narodowosocjalistyczną.
W latach 30. organizacja wspierana finansowo przez Ministerstwo Spraw Zagranicznych III Rzeszy rozrosła się w 1937 do 25 000 członków. Jej działalność w tym okresie była koordynowana przez agendę SS zwaną Hauptamt Volksdeutsche Mittelstelle powołaną do utrzymywania kontaktów z organizacjami Volksdeutschów działających za granicą III Rzeszy. Z Niemiec do przedstawicieli organizacji przybywali emisariusze Abwehry z planami utworzenia w Polsce V kolumny, która miałaby zająć się sabotażem, działalnością dywersyjną oraz partyzantką. Członkowie Niemieckiego Stowarzyszenia Ludowego po wybuchu kampanii wrześniowej masowo zaangażowali się w działalność partyzancką oraz w szeregach paramilitarnego „Volksdeutscher Selbstschutz”, a później Sonderdienstu stanowili integralną część sił policyjnych w okupowanej Polsce.
Bezpośrednio przed wybuchem wojny członkowie Deutscher Volksverband dowodzeni przez niemieckiego agenta Aleksa Nipie prowadziły na terenie Powiśla agitację mającą na celu skłanianie młodych Polaków do wstąpienia do Wehrmachtu, a także proponowali wpisanie na volkslistę z potwierdzeniem świadków, bez udowodnienia pochodzenia dokumentami. Członkowie organizacji przechodzili szkolenie paramilitarne, podczas którego wyznaczono im rolę w planowanych działaniach wojennych.

### Kampania wrześniowa
W czasie kampanii wrześniowej w ramach bojówek Volksdeutscher Selbstschutz zajmowali się sygnalizowaniem celów lustrami dla przelatujących samolotów Luftwaffe. Przykładowo w Toruniu podczas pierwszych dni wojny kilkunastu volksdeutschów aresztowano oraz rozstrzelano za sygnalizowanie celów niemieckim samolotom zwiadowczym lustrami oraz flagami. Szkolenia w sabotażu agenci SS przeprowadzali w Gliwicach oraz we Wrocławiu, Bielsku, Katowicach, Zabrzu i Rybniku. Szacuje się, że około 20 000 przedstawicieli mniejszości niemieckiej żyjącej w granicach II RP było bezpośrednio zaangażowanych w dywersję oraz sabotaż w Polsce w czasie kampanii wrześniowej. Oprócz członków Deutscher Volksverband działającej na ziemi łódzkiej byli to również volksdeutsche z innych niemieckich organizacji jak Deutscher Volksbund na Śląsku, Deutsche Vereinigung na Pomorzu oraz Partii Młodoniemieckiej aktywnej na terenie całej II RP.
Z członków tych organizacji utworzono paramilitarną organizację Volksdeutscher Selbstschutz. Decyzja zapadła w Berlinie między 8 a 10 września 1939 podczas jednej z konferencji pod kierownictwem Heinricha Himmlera. Oficjalnie Selbstschutz powołany został rozkazem Reichsführera SS Himmlera z dnia 20 września 1939. Polecił on wówczas szefowi Urzędu Uzupełnień SS (SS-Ergänzungsamt), Gottlobowi Bergerowi, zorganizować samoobronę volksdeutschów na okupowanych ziemiach polskich. 7 października 1939 Himmler wydał jeszcze tymczasowe wytyczne w sprawie organizacji Selbstschutzu (vorläufige Richtlinien für die Organisation des Selbstschutzes in Polen). Przewidywały one, że formacja ta będzie formalnie podlegać lokalnym dowódcom policji porządkowej, a w jej skład będą wchodzić wszyscy zdolni do noszenia broni volksdeutsche w wieku od 17 do 45 lat. Była to jednak tylko urzędowa formalność, ponieważ organizacja ta de facto działała już wcześniej w warunkach konspiracji na terenie całej Polski.

### Po kampanii wrześniowej

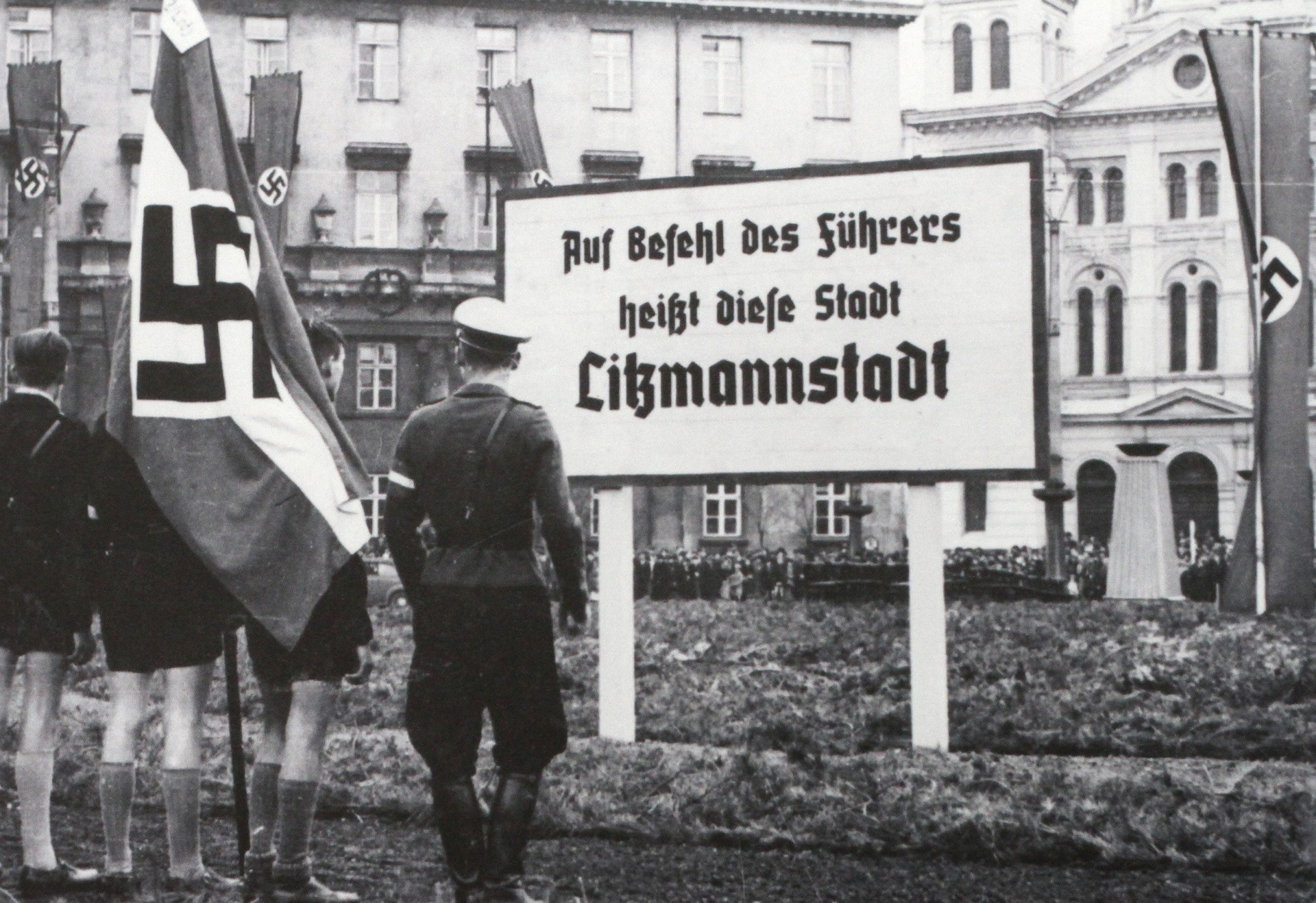
„Z rozkazu Führera to miasto nazywa się Litzmannstadt” – tablica ustawiona w 1940 r. na Deutschlandplatz (pl. Wolności)

Za działalność dywersyjną w czasie kampanii wrześniowej przywódca Niemieckiego Stowarzyszenia Ludowego w Polsce Ludwig Wolff wraz z innymi liderami volksdeutschów otrzymał z rąk Adolfa Hitlera najbardziej prestiżowe odznaczenie nazistowskie – złotą odznakę NSDAP.
Z inicjatywy członków DVP polską nazwę Łodzi zmieniono po zakończeniu kampanii wrześniowej na niemiecką „Litzmannstadt”, a miasto włączono w granice III Rzeszy do tzw. „Kraju Warty”.